# Frontier Airlines
|  | Per a altres significats, vegeu «Frontier Airlines (1950–1986)». |

Frontier Airlines és una aerolínia de molt baix cost estatunidenca amb seu a Denver (Colorado). Es tracta de la vuitena aerolínia comercial més gran dels Estats Units, amb vols a més de 100 destinacions nacionals i sis d'internacionals. Té més de 3.000 professionals de l'aviació en plantilla. És una filial i marca operativa d'Indigo Partners, LLC i té una base a l'Aeroport Internacional de Denver, així com moltes ciutats focals arreu dels Estats Units.